# 牧野村坂駅
牧野村坂駅（まきのむらさかえき）は、1910年（明治43年）9月30日から翌日の10月1日まで大阪府北河内郡牧野村（現、枚方市）にあった京阪電気鉄道京阪本線の駅（臨時駅）である。当駅はお召し列車を運行するために設置された駅であった。

## 歴史
- 1910年（明治43年）
  - 9月30日：お召し列車運行実施のため、駅を開設[1]。
  - 10月1日：お召し列車運行終了のため、駅を閉鎖（廃駅）[1]。

## 駅周辺
- 京阪電気鉄道（京阪）京阪本線牧野駅
- 京都府道・大阪府道13号京都守口線
- 穂谷川

## 隣の駅
京阪電気鉄道
京阪本線
枚方東口駅 - 牧野村坂駅 - 牧野駅
枚方東口駅（現、枚方市駅） - 当駅間にある御殿山駅は当時未開業。 ※1929年（昭和4年）5月25日開業